# Don't Shoot Me Santa
Don't Shoot Me Santa è una canzone della band The Killers. La canzone fu pubblicata come singolo il 27 novembre 2007 solo per il download.

## Video
Nel video Brandon Flowers è stato legato ad una sedia con ghirlande natalizie da Babbo Natale e lo implora di lasciarlo andare, ma l'altro dice che non c'è nient'altro da fare se non eliminare il cantante una volta per tutte, sparandogli.
Mentre il dialogo tra i due va avanti gli altri Killers si travestono da abeti nani e salvano Brandon mentre Babbo Natale è indaffarato a scavare la fossa per la sua vittima.
I quattro scappano da Babbo Natale rubandogli la macchina e quasi sgommando nella partenza.
Il video si chiude con Babbo Natale che seppellisce le quattro marionette con le facce dei The Killers appiccicate sopra.

## Tracce
CD singolo
1. Don't Shoot Me Santa – 4:04
2. Don't Shoot Me Santa (Enhanced Video) – 4:33